# Centralina (kommun)
Centralina är en kommun i Brasilien.   Den ligger i delstaten Minas Gerais, i den sydöstra delen av landet, 300 km söder om huvudstaden Brasília. Antalet invånare är 10 270.
Följande samhällen finns i Centralina:
- Centralina

Omgivningarna runt Centralina är en mosaik av jordbruksmark och naturlig växtlighet. Runt Centralina är det ganska glesbefolkat, med 26 invånare per kvadratkilometer.